# 橋本淳 (サッカー選手)
橋本 淳（はしもと じゅん、1976年10月19日 - ）は、日本の元サッカー選手、サッカー指導者。ポジションはMF。宮城県塩竈市出身。

## 来歴
東北学院高校時代にはU-17日本代表に選出され、FIFA U-17世界選手権に出場。チームメイトには戸田和幸、松田直樹、中田英寿、宮本恒靖らがいる。
その後、早稲田大学を卒業し、地元のJFLソニー仙台FCに入団。攻撃的ミッドフィルダーとして活躍。なお当時はアマチュア契約であったので、地元の高校で教師をしながらサッカー部の指導をしていた。
2004年途中からグルージャ盛岡に移籍。現役引退後は同チームコーチ、富士大学サッカー部コーチを経て、2008年1月から2007-08年シーズンの終了まで、Fリーグステラミーゴいわて花巻の監督を務めた。

## 所属クラブ
- 塩釜FC
- 早稲田大学ア式蹴球部
- ソニー仙台FC (アマチュア契約)
- グルージャ盛岡 (プロ契約)